# Lijst van postimpressionisten
Hieronder volgt een chronologische lijst van kunstenaars van het postimpressionisme:
- Paul Cezanne,  1839-1906
- Henri Rousseau,  1844-1910
- Paul Gauguin,  1848-1903
- René Schützenberger, 1850-1916
- Vincent van Gogh,  1853-1890
- Alexander Mann, 1853-1908
- Henri Martin,  1860-1943
- Roderic O'Conor,  1860-1940
- Paul Sérusier, 1863-1927
- Maurice Prendergast, 1858-1924
- Georges Seurat, 1859-1891
- Charles Laval, 1862-1894
- Paul Sérusier, 1863-1927
- Paul Signac, 1863-1935
- Henri de Toulouse-Lautrec,  1864-1901
- Suzanne Valadon,  1865-1938
- Roger Fry,  1866-1934
- Jan Verkade,  1868-1946
- Edouard Vuillard,  1868-1940
- Joseph Raphael,  1869-1950
- Harold Gilman, 1876-1919
- Armand Apol, 1879-1950